# La Fémis
La FEMIS (acrònim de l'antiga denominació en francès Fondation Européenne des Métiers de l'Image et du Son) és l'escola de cinema més important a França. Es troba a París. Creada el 1986, la FEMIS ha capacitat a més de sis-cents professionals que ara ocupen un lloc important en el món audiovisual.